# لوند
لوند (به سوئدی: Lund) نام شهری است در شهرستان اسکونه واقع در جنوبی‌ترین قسمت کشور سوئد.|دانشگاه لوند] که در سال ۱۶۶۶ میلادی تأسیس گردید، با قدمتی ۳۵۰ساله یکی از قدیمی‌ترین دانشگاه‌ها در اروپا به‌شمار می‌رود و از بزرگ‌ترین مؤسسه‌های علمی و پژوهشی در اسکاندیناوی قلمداد می‌شود. دانشگاه این شهر همواره جزو ۱۰۰ دانشگاه برتر جهان شناخته می‌شود و از اعتباری جهانی برخوردار است.

## سیستم حمل و نقل
سیستم حمل و نقل آن پیشرفته و تشکیل‌شده از حمل و نقل عمومی با بهره‌گیری انرژی پاک است.

## دوچرخه سواری
این شهر به‌دلیل ساختار مناسب جهت دوچرخه سواران مورد توجه واقع گردیده است. در این شهر بیش از پنج هزار پارکینگ دوچرخه و ۱۶۰ کیلومتر مسیر دوچرخه رو وجود دارد. ۴۵ درصد حمل و نقل در این شهراز طریق دوچرخه سواری صورت می‌پذیرد، به گونه‌ای که در ده سال گذشته حمل و نقل ماشینی در این شهر هیچ‌گونه افزایشی را شاهد نبوده است.

## فرودگاه
شهر لوند در نزدیکی شهر مالمو سومین شهر بزرگ سوئد واقع شده است و با این شهر حدود ۱۸ کیلومتر فاصله دارد؛ لذا شهر لوند فاقد فرودگاه بوده و دسترسی به عمده پروازهای داخلی از طریق فرودگاه مالمو میسر می‌باشد. نزدیک‌ترین فرودگاه جهت پروازهای خارجی نیز فرودگاه کپنهاگ دانمارک می‌باشد که با قطار حدود ۳۳ دقیقه از شهر لوند فاصله دارد.

## هنر و فرهنگ
لوند شهری دانشگاهی محسوب شده و جو فرهنگی در این شهر متأثر از جمعیت انبوه دانشجویان سوئدی و بین‌المللی می‌باشد. حدود ۴۷ هزار نفر از جمعیت ۸۲ هزار نفری این شهر را دانشجویان تشکیل می‌دهند.

## صنعت
عمده صنعت این شهر فناوری عالی می‌باشد که به واسطه حضور شرکتهایی نظیر شرکت ارتباطات همراه سونی و شرکت اریکسون (همچنین زادگاه فناوری بلوتوث) در این شهر شکل گرفته است.
همچنین مرکز اصلی و محل پیدایش شرکت بسته‌بندی تتراپک که در سال ۱۹۵۱ بنیان‌گذاری شد شهر لوند می‌باشد. شرکت مخابراتی اکسیس نیز نمونهٔ دیگر از مراکز مهم فناوری عالی در لوند می‌باشد. از مراکز تحقیقاتی بین‌المللی نیز، می‌توان شتاب‌دهنده‌های مکس فور (MAX IV) و ای اس اس (ESS) را نام برد.

## نگارخانه

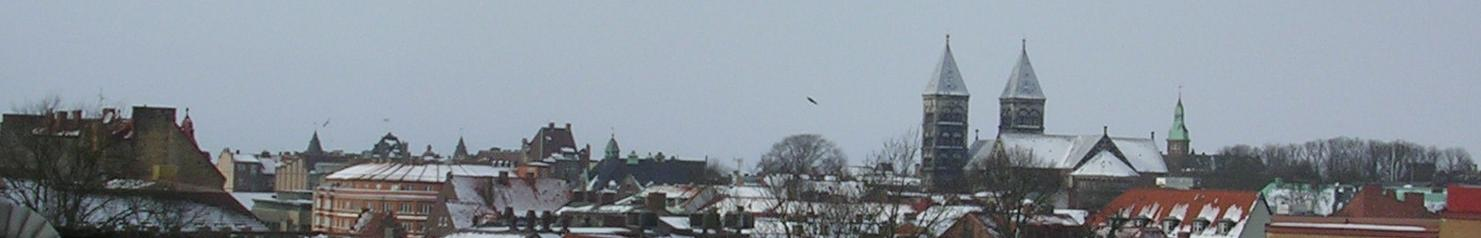
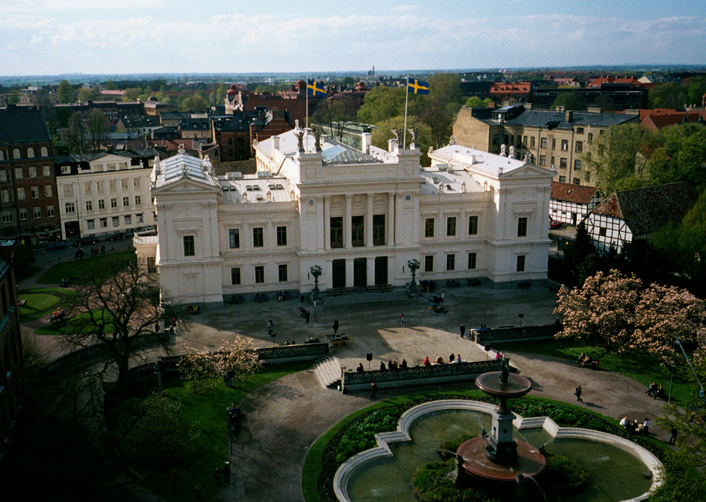
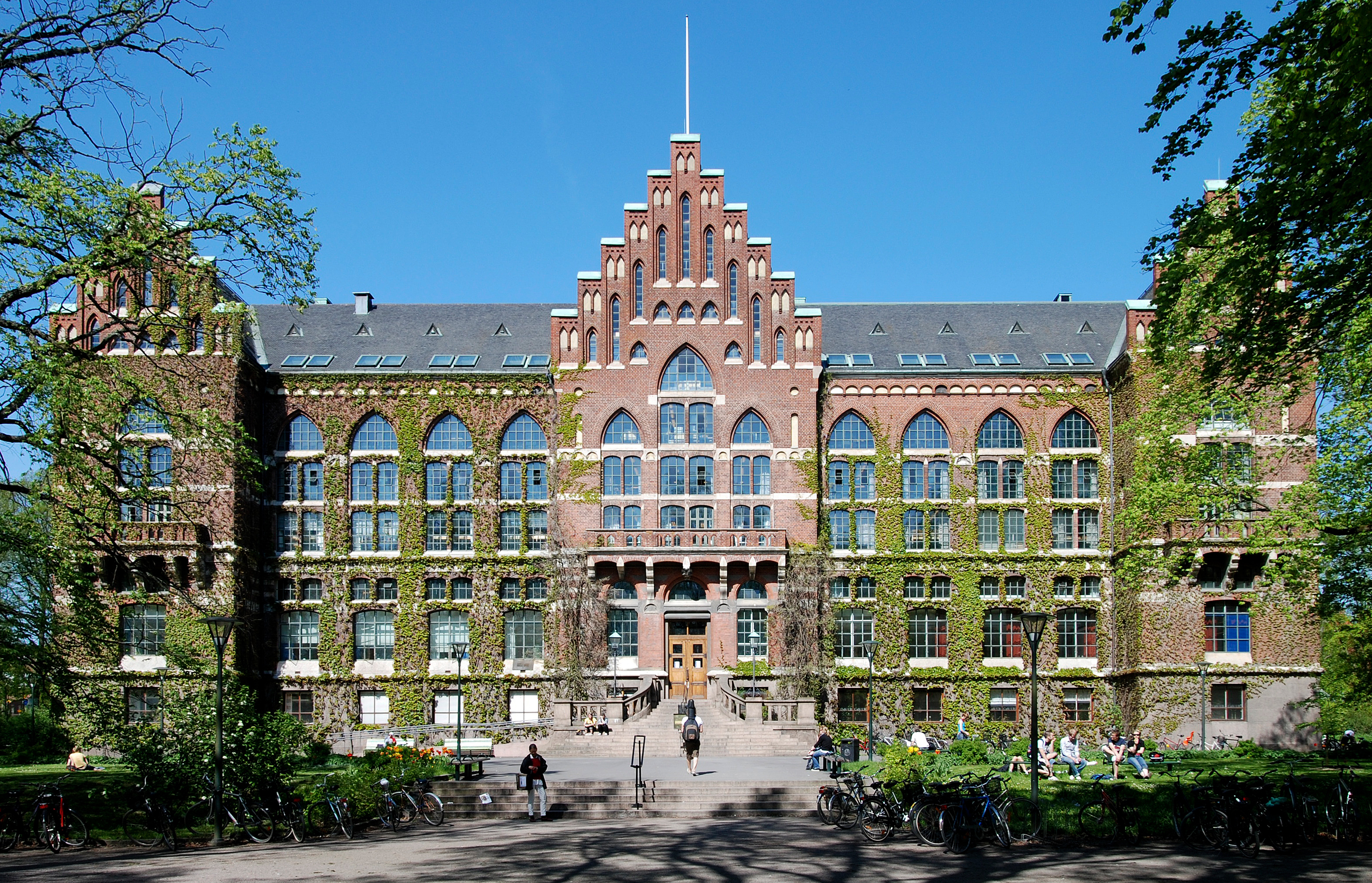
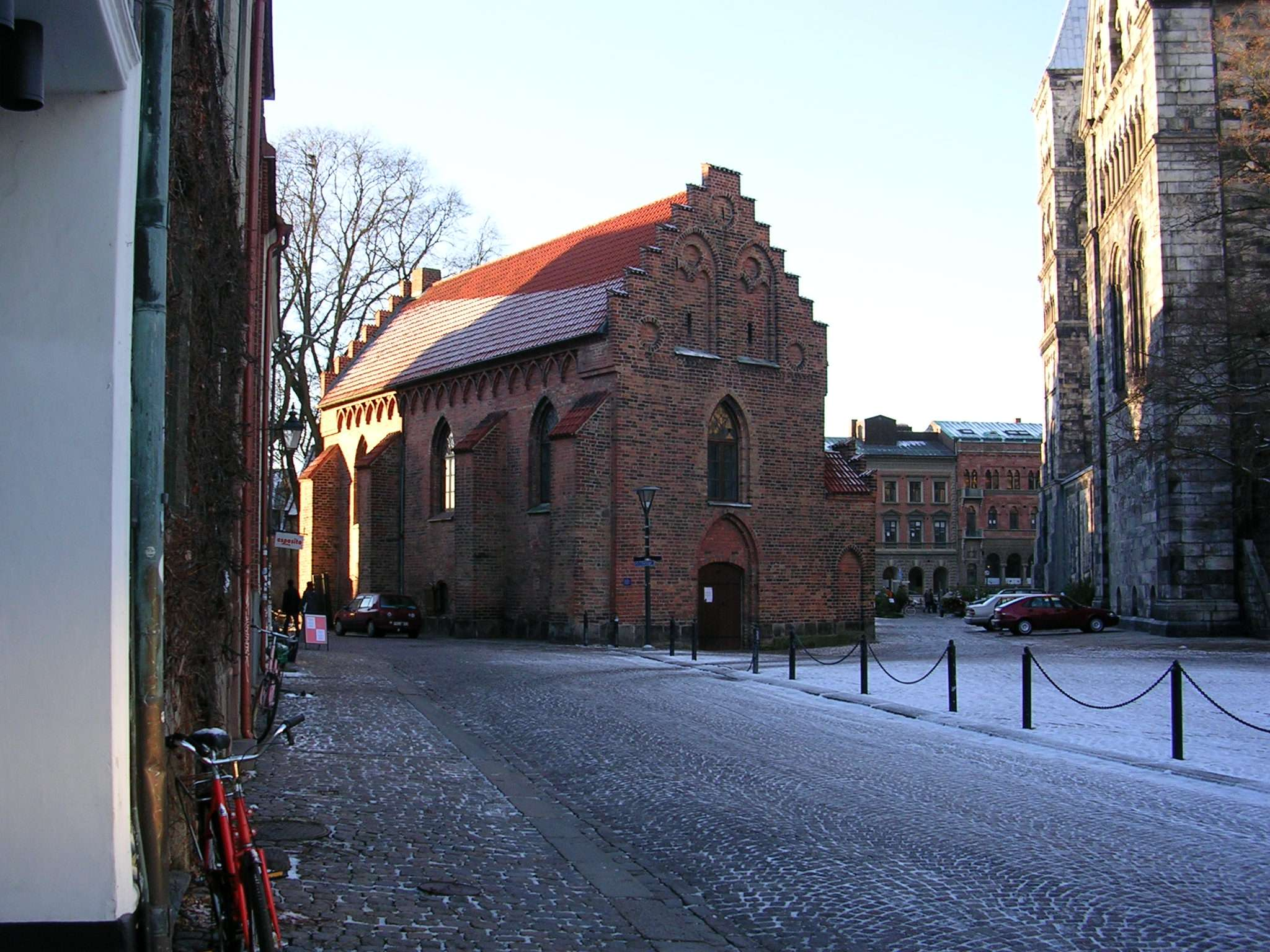
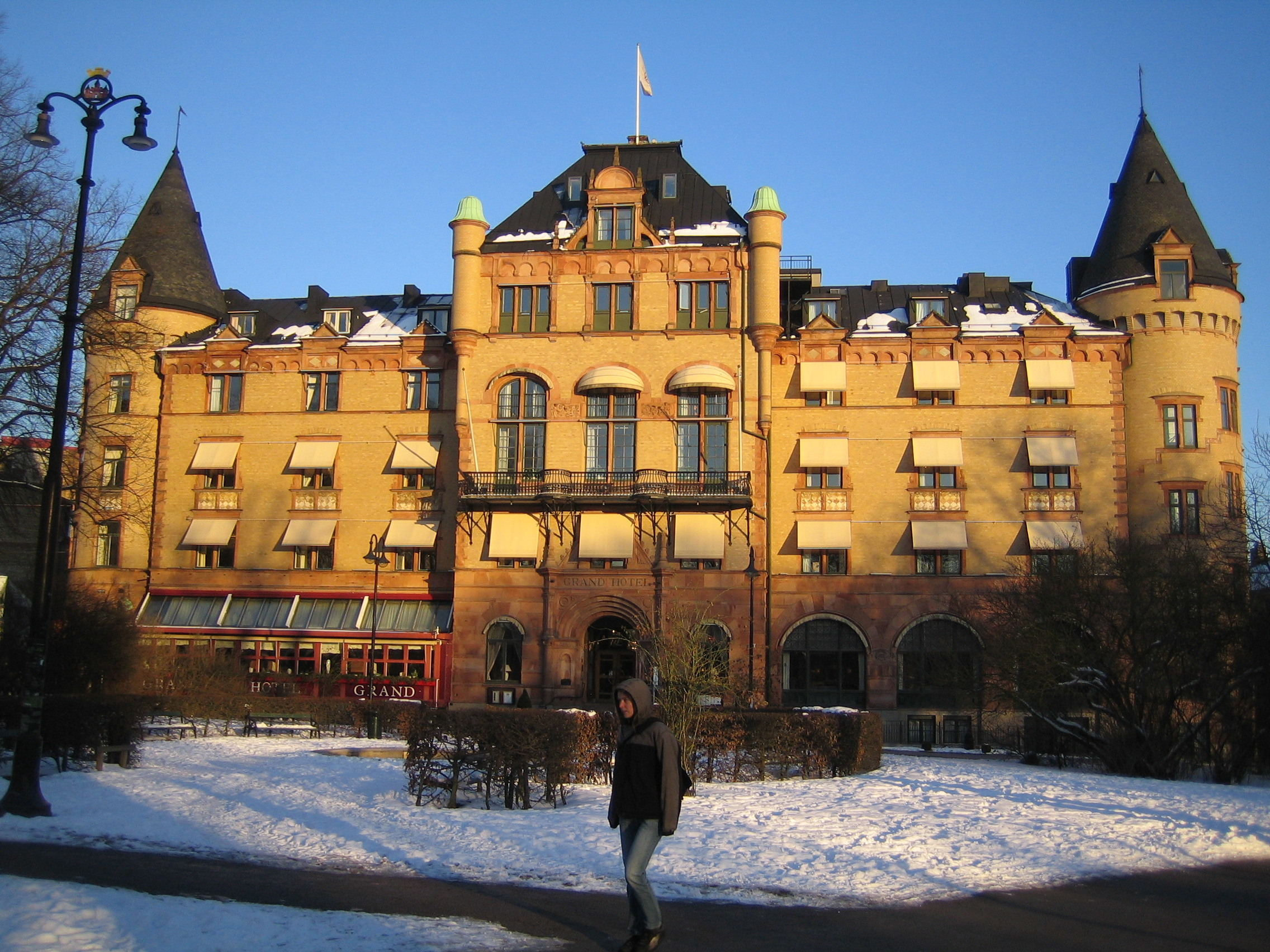
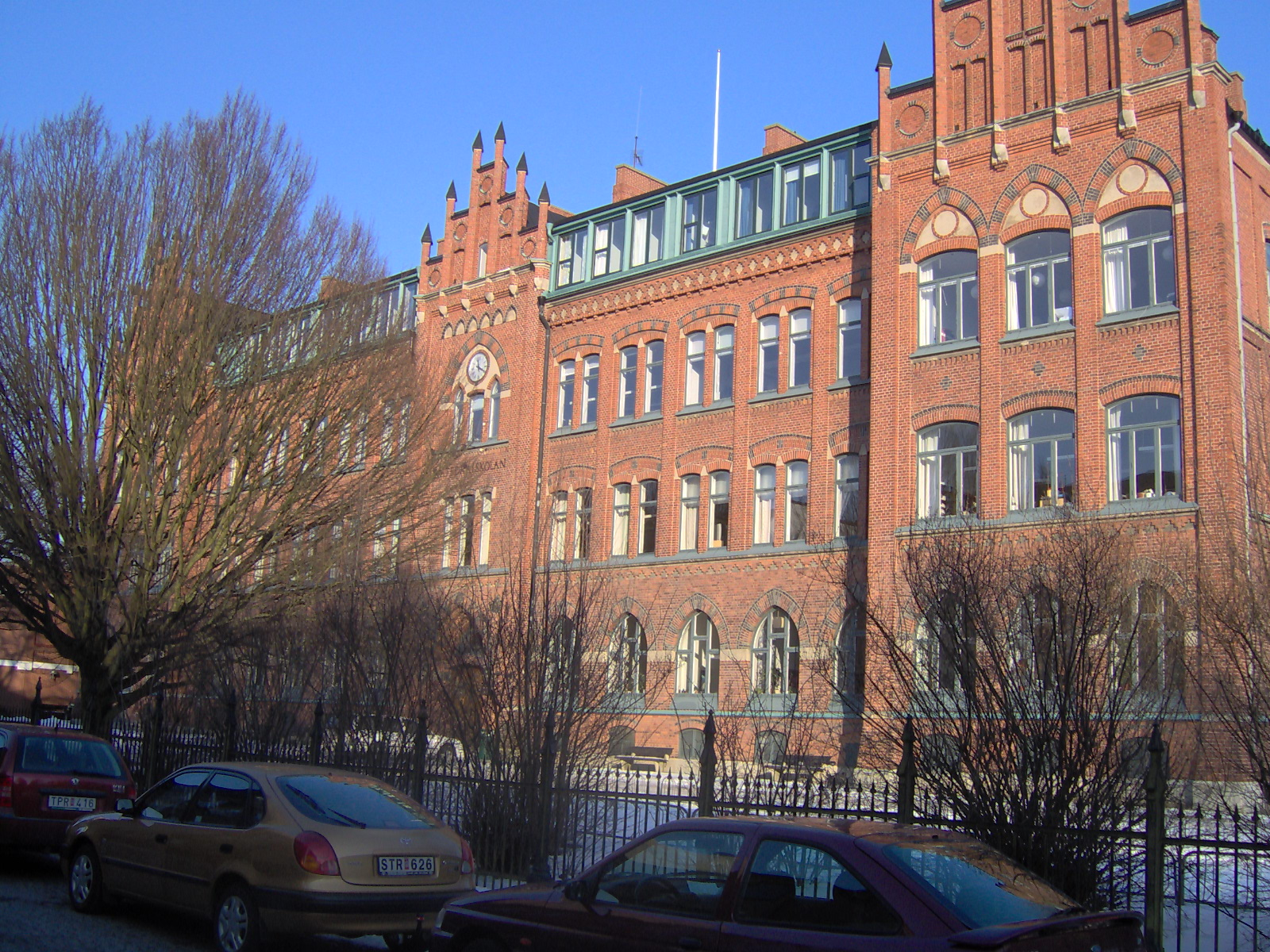
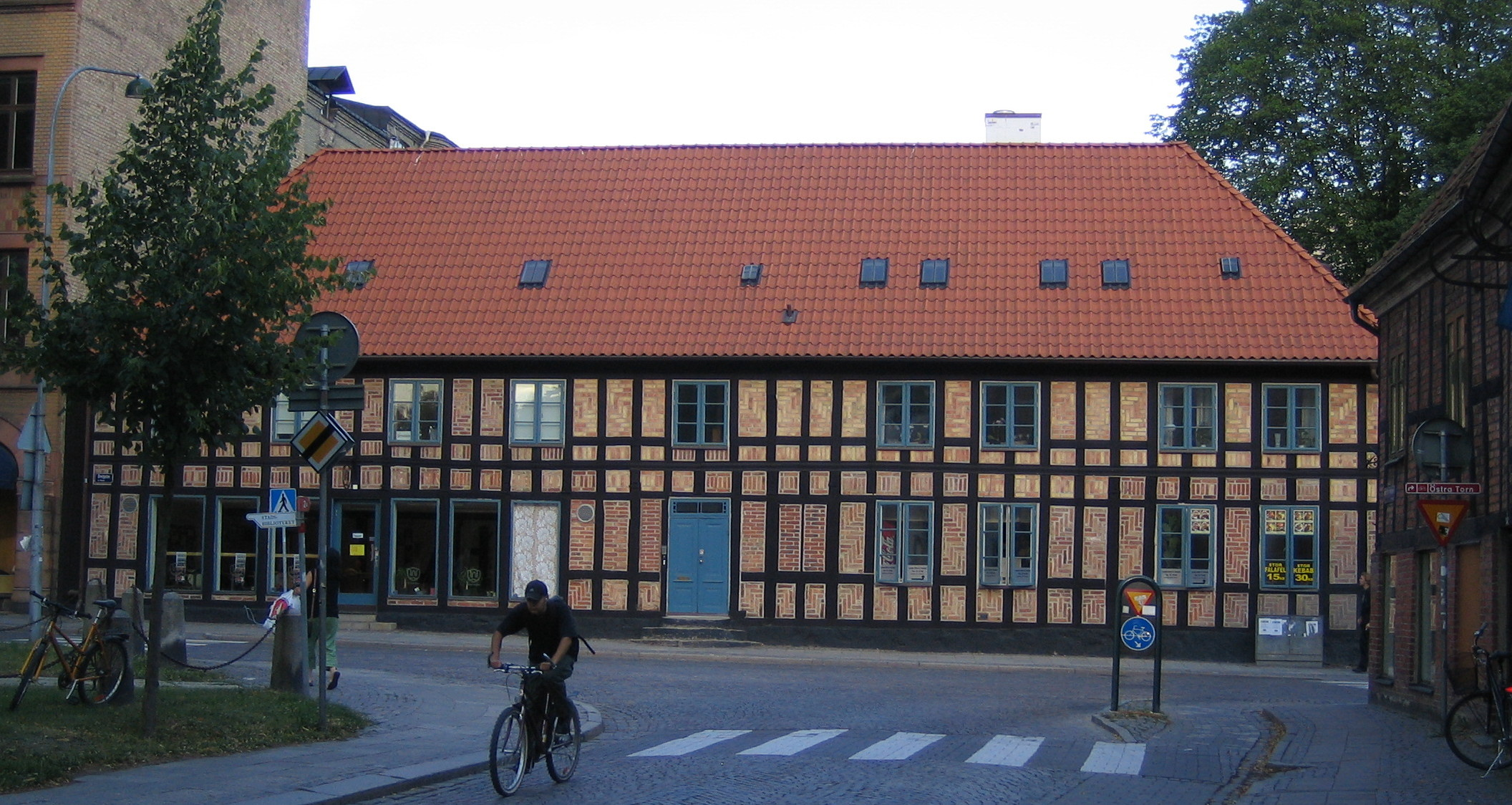
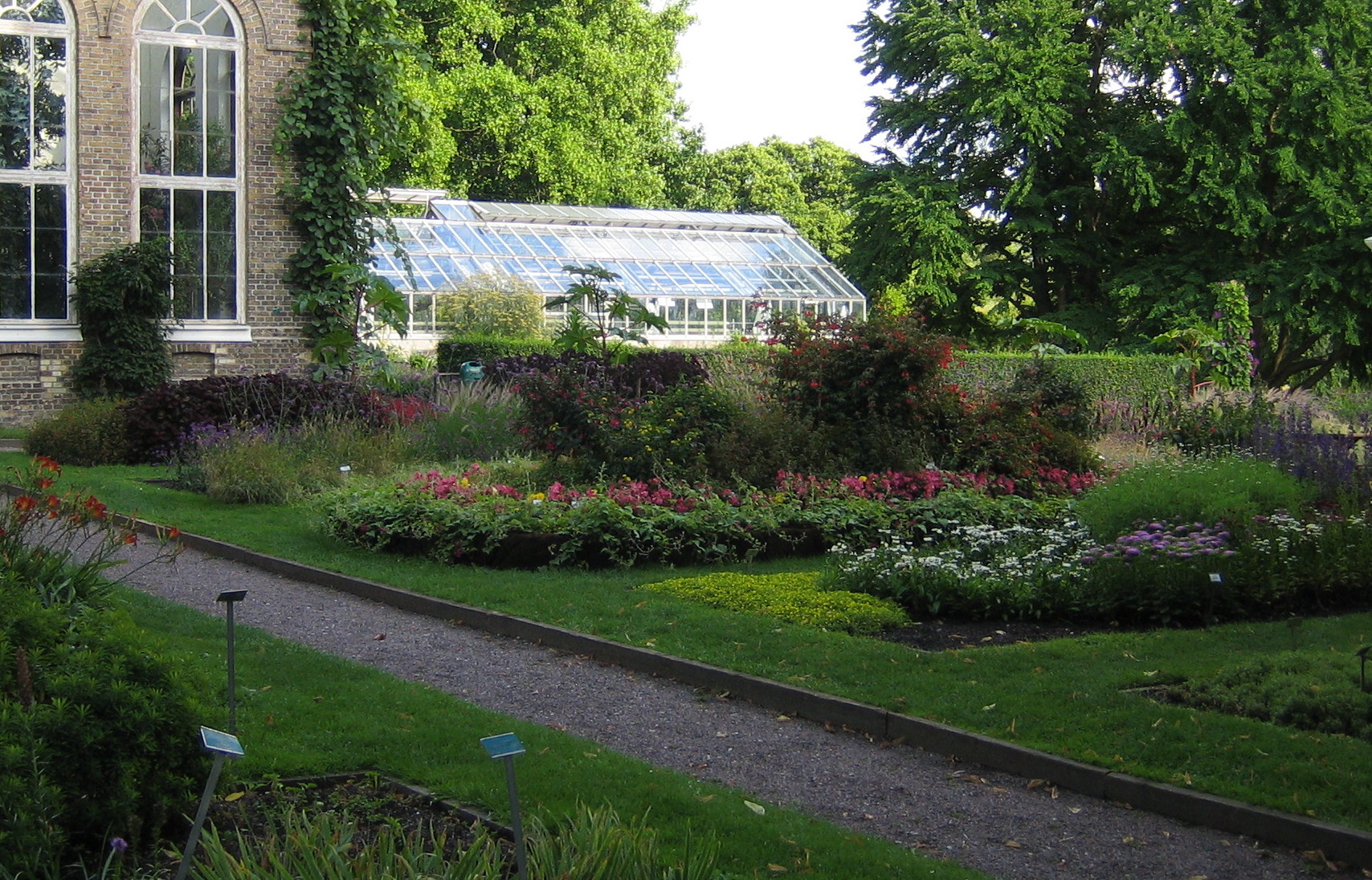
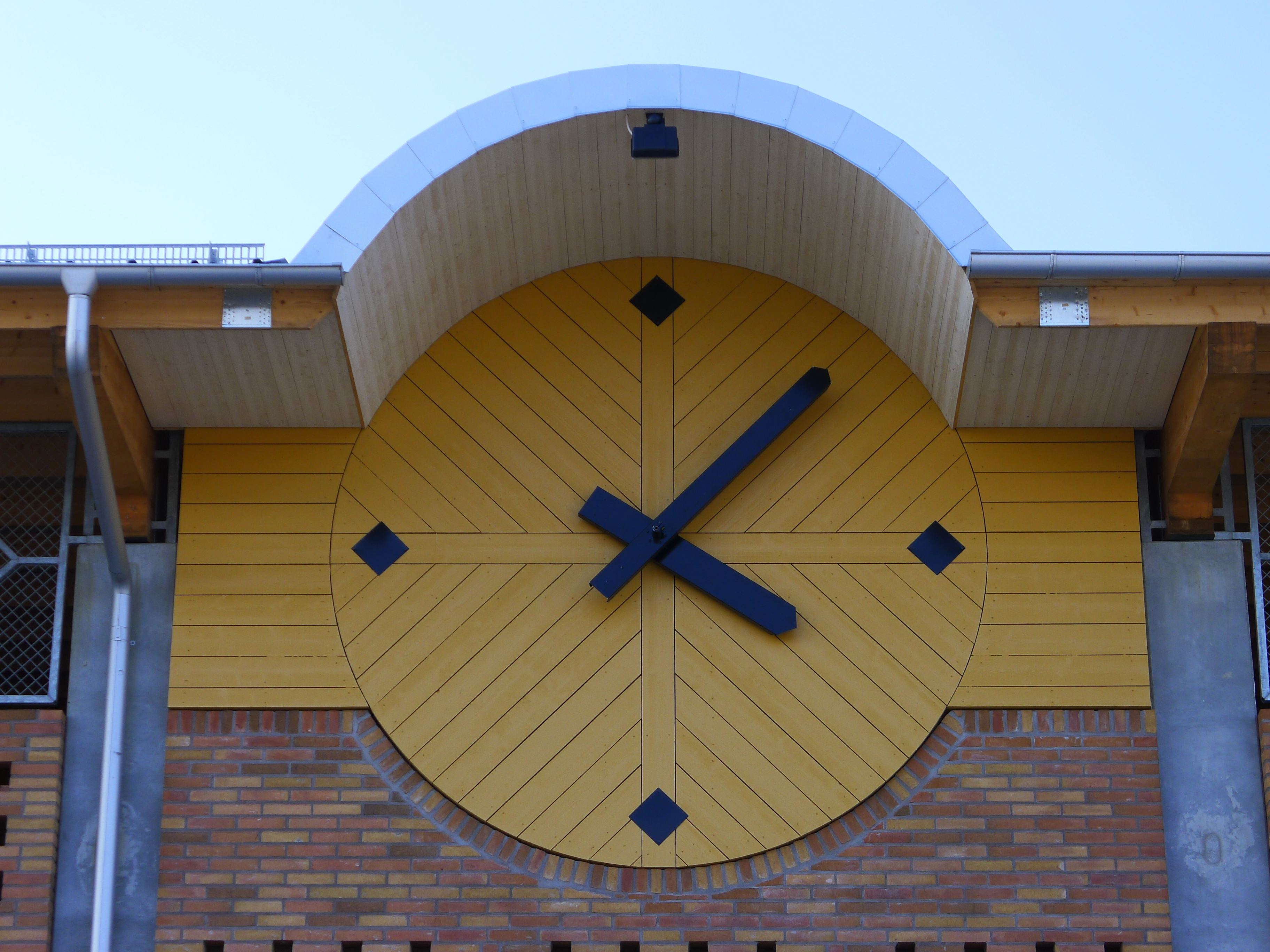
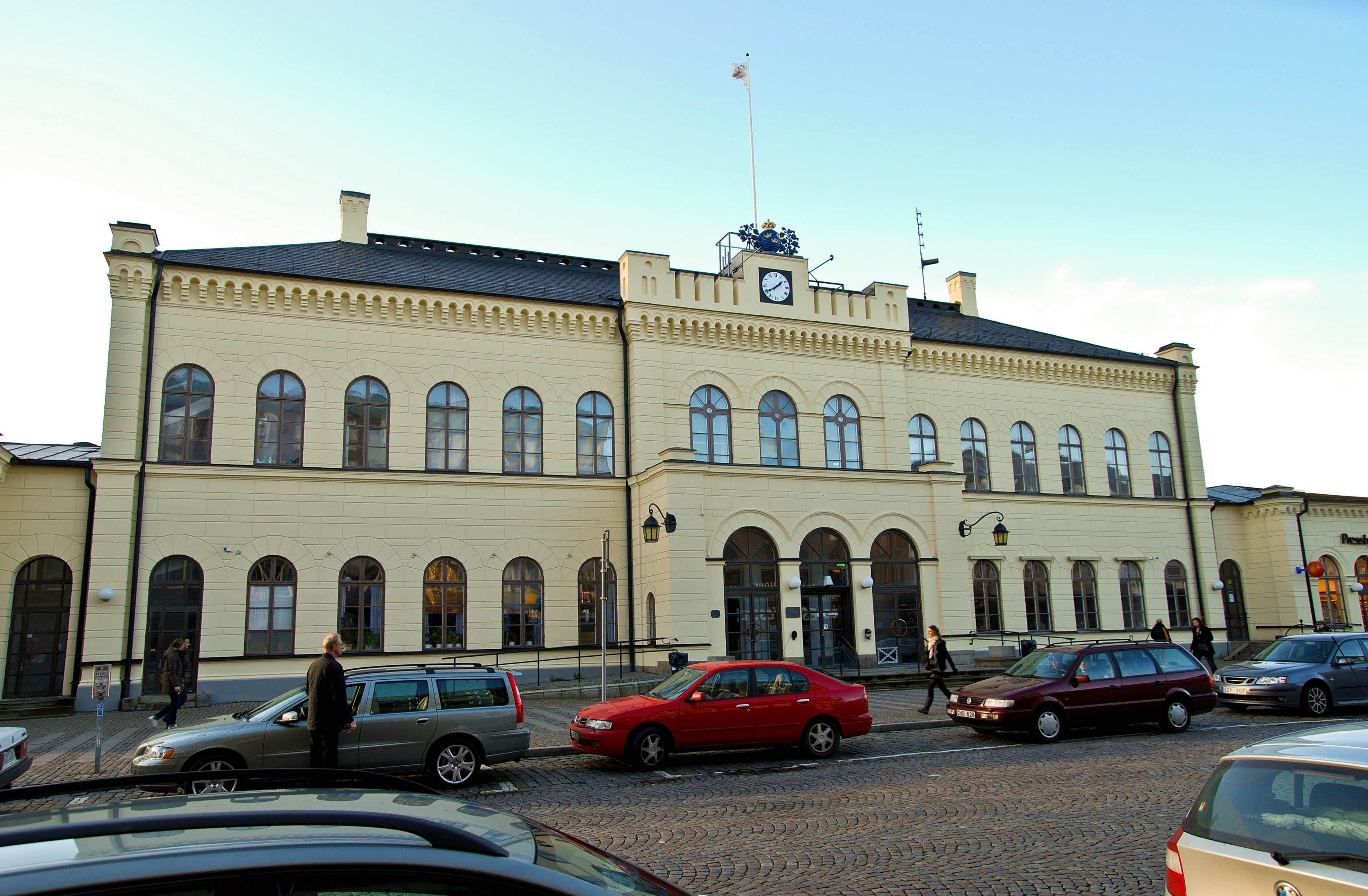
ایستگاه قطار لوند
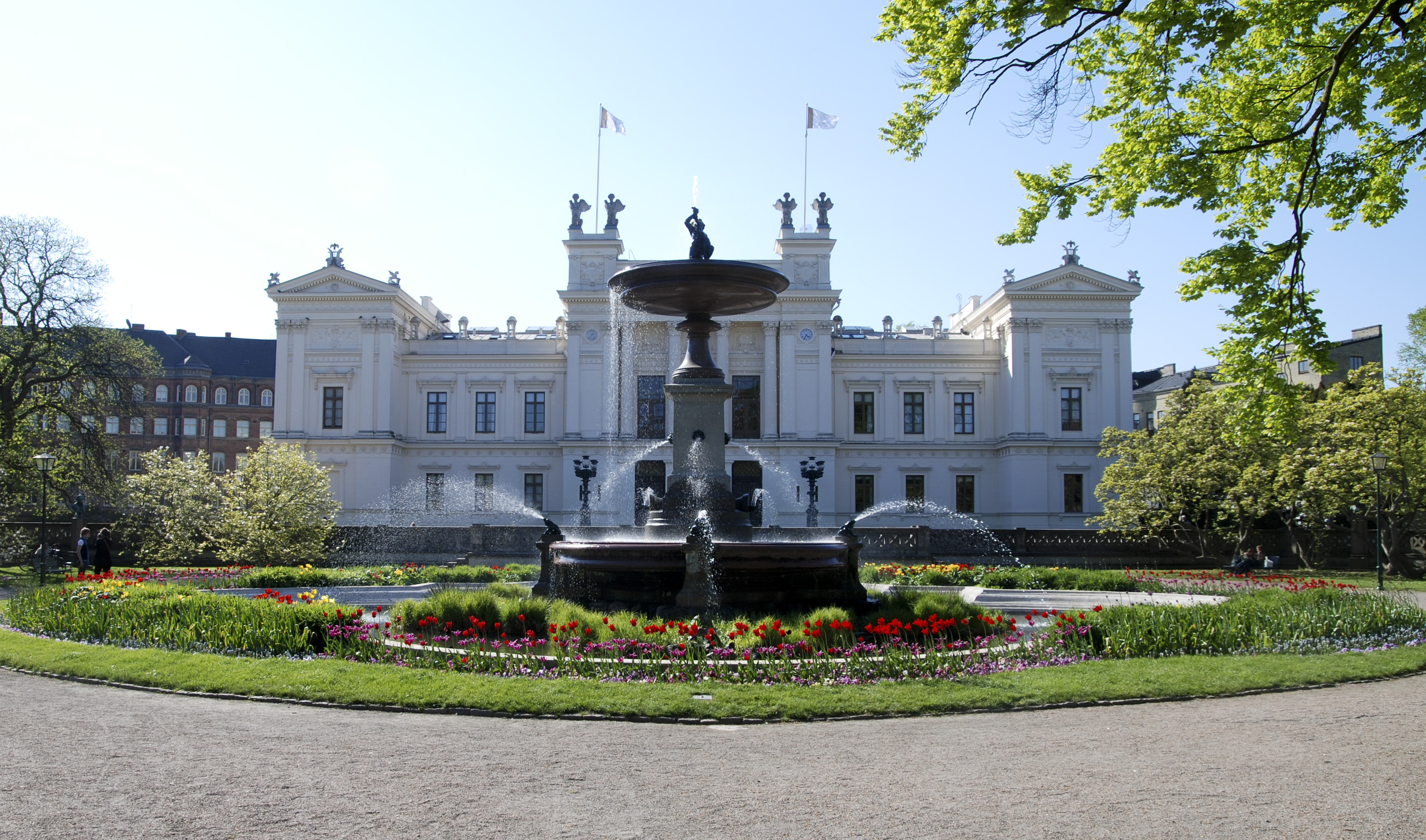
دانشگاه شهر لوند
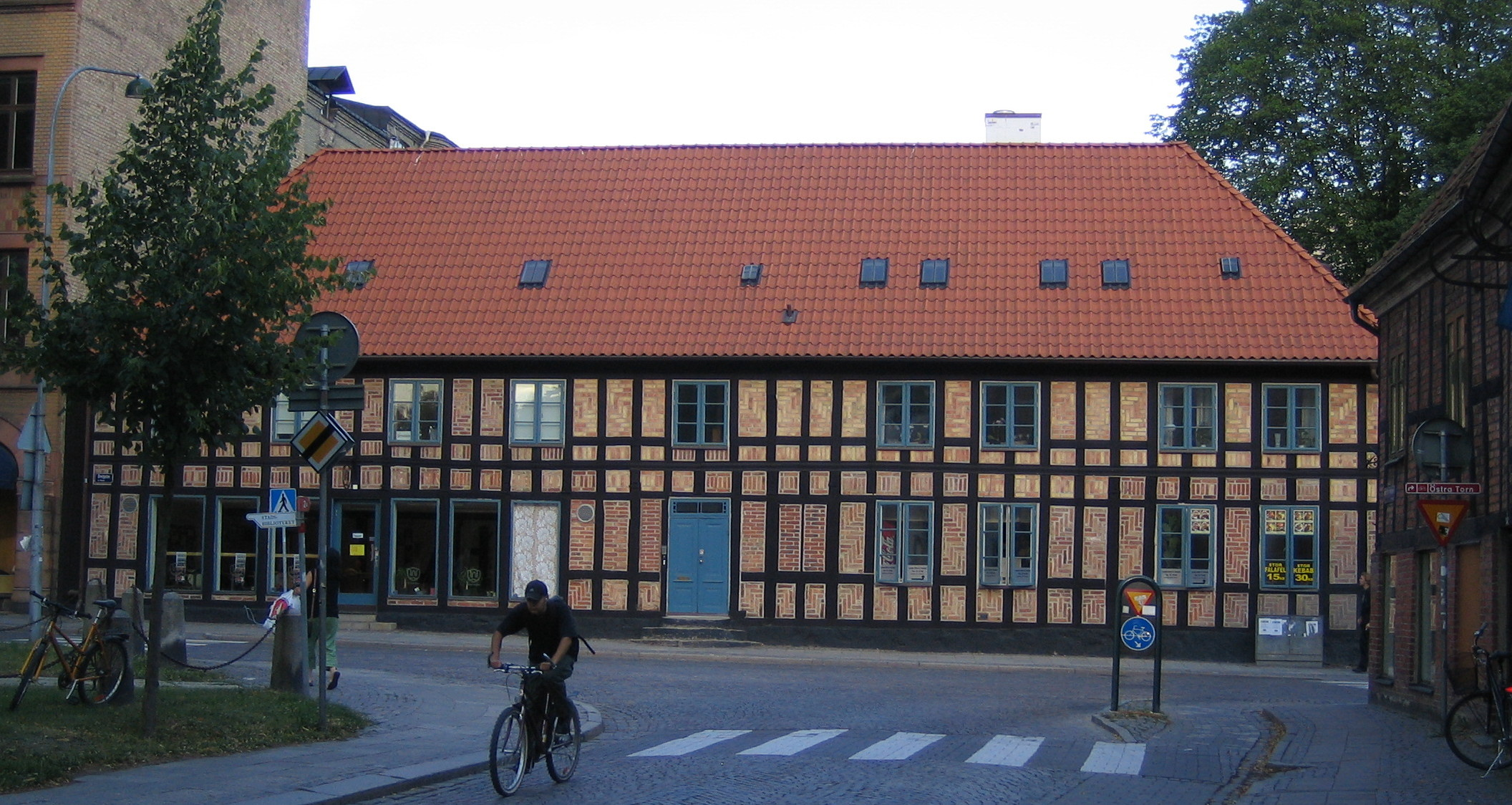
خیابانی در شهر لوند